# جون بيترسون (لاعب كرة قدم سويدي)
جون بيترسون (بالسويدية: Johan Pettersson)‏ هو لاعب كرة قدم سويدي، ولد في 28 يونيو 1980. لعب مع نادي أوربرو ونادي برومابويكارنا.

## وصلات خارجية
- يوحنا بيترسون على موقع اتحاد السويد (السويدية)
- يوحنا بيترسون على موقع قاعدة بيانات كرة القدم.إي يو (الإنجليزية)